# Аму-Бухарський канал
Аму-Бухарський канал — канал в Бухарській області Узбекистана, спорджений з метою забезпечення водними ресурсами безводних районів цієї області та зрошування сільськогосподарських земель Навоїйської та Бухарської областей. 
Офіційна назва на момент спорудження — Аму-Бухарський машинний канал (АБМК). Складється з двох черг, які були введені в дію у 1965 та 1976 роках та мають довжину 197 км та 233 км відповідно. Пропускна спроможність першої черги 118 млн м3 (разом з Аму-Каракульським каналом), другої — 112 млн м3.
Канал бере свій початок на правому березі річки Амудар'я в 12 км вище міста Чарджоу, при цьому його оголовок має шлюз для пропуску земснарядів. Траса прямує через пустелю Кизилкум до східної межі Бухарської оази за кілька десятків кілометрів після початку проходить через насосні станції першого підйому з підйомом 45 та 47 метрів для першої та другої черг відповідно.
Перша черга каналу після Куюмазарської насосної станції, що забезпечує підйом 18 метрів, передає ресурс до каналу Північно-Західна гілка, що в подальшому проходить через Хачкабський гідровузол. Друга черга проходить через Кизилтепінську насосну станцію, яка підіймає воду на 48 та 57 метрів до Хархурської та Шафірканської гілок, які прямують до Хархурського та Шафірканського гіровузлів на річці Зеравшан. 
На Аму-Бухарському каналі побудовано 65 гідротехнічних споруд, у тому числі 11 насосних станцій. Задля накопичення ресурсу система Аму-Бухарського каналу взаємодіє з Куюмазарським, Тудакульським та Шуркульським водосховищами.
Для очищення каналу від рослинності у його водах розводять білий амур.